# Butyrylcholinestérase
En enzymologie, une butyrylcholinestérase, également appelée pseudocholinestérase ou (cholin)estérase plasmatique, est une hydrolase qui catalyse le clivage de différents types d'esters de choline. Chez l'être humain, elle est codée par le gène BCHE, situé sur le chromosome 3, exprimé dans le foie, et est présente essentiellement dans le plasma sanguin. Elle est très semblable à l'acétylcholinestérase neuronale, également appelée quant à elle cholinestérase érythrocytaire. On parle de cholinestérase sérique en référence à un test clinique déterminant le niveau de ces deux enzymes dans le sang. La détermination de l'activité butyrylcholinestérase plasmatique peut être utilisée pour évaluer la fonction hépatique dans la mesure où aussi bien l'hypercholinestérasémie et l'hypocholinestérasémie indiquent un processus pathologique. La demi-vie biologique de la butyrylcholinestérase est d'environ 10 à 14 jours.
La butyrylcholine est un composé synthétique qui n'est pas présent dans le corps humain naturellement mais est utilisé comme outil permettant de distinguer entre les deux cholinestérases, l'acétylcholinestérase ayant une affinité moindre pour cette molécule que la butyrylcholinestérase.